# Mariusz Błaszczak
Mariusz Błaszczak, född 19 september 1969 i Legionowo, är en polsk politiker (Lag och rättvisa) och historiker. Han är Polens försvarsminister sedan 2018. 2007 tjänstgjorde han som minister och ledamot av ministerrådet i regeringen Jarosław Kaczyński.